# Loma Bonita, Cañada Morelos
Loma Bonita är en ort i Mexiko.   Den ligger i kommunen Cañada Morelos och delstaten Puebla, i den sydöstra delen av landet, 200 km öster om huvudstaden Mexico City. Loma Bonita ligger 2 518 meter över havet och antalet invånare är 218.
Terrängen runt Loma Bonita är kuperad västerut, men österut är den bergig. Runt Loma Bonita är det ganska tätbefolkat, med 179 invånare per kvadratkilometer. Närmaste större samhälle är Maltrata, 12,0 km nordost om Loma Bonita. I omgivningarna runt Loma Bonita växer huvudsakligen savannskog.